# Bravo Español
Bravo Español  es una serie de cuadernos de aventuras, obra del guionista Canellas Casals y los dibujantes Lozano Olivares y Vintró, publicado originalmente por la editorial barcelonesa Grafidea en 1940. La colección constó, presumiblemente, de 13 números.

## Trayectoria editorial
Bravo Español fue una de las primeras colecciones lanzadas por Grafidea tras haber adoptado este nombre, junto a Jim Pat (1940), Armando el intrépido (1941) y Capitán Vélez, Lizárraga y Tomasín (1941) y la única de ellas que gozó de cierto éxito, al alcanzar las 13 entregas. Tal duración es meritoria, dadas las condiciones de producción y distribución durante la posguerra.

## Argumento
Ambientada en una época inconcreta, la serie cuenta las peripecias de Bravo Español, un héroe que se enfrenta al mal y que lucha en defensa de la virtud y la justicia en lugares ignotos y exóticos.

## Valoración
Bravo Español se articula a partir de guiones algo elementales donde no se utilizan bocadillos sino textos al pie de la viñeta que describen las acciones de los personajes o reproducen sus diálogos. El tono fantástico generalizado se entremezcla, en ocasiones, con elementos simbólicos que parecen más propios de los autos sacramentales de un Calderón de la Barca que de un cuadernillo de aventuras. 
Gráficamente el trabajo de Lozano Olivares es interesante por la influencia de Alex Raymond y por la voluntad de investigar en las posibilidades del medio. Destaca además por sus dibujos de máquinas bélicas, muy en consonancia con la época de su realización.